# Warschauer Polka
Die Warschauer Polka ist eine Polka von Johann Strauss Sohn (op. 84). Das Werk wurde am 21. November 1850 in der Bierhalle in Fünfhaus (Wien) erstmals aufgeführt.